# La Tène-kulturen
La Tène-kulturen (5.-1. århundrede f.Kr) er en kultur i La Tène-tiden fra den yngre førromerske jernalder udbredt over store dele af Mellem- og Østeuropa. Kulturen efterfulgte Hallstattkulturen og var præget af middelhavsindflydelse (græsk og etruskisk). Det er omfattende våbenfund fra søbreden ved byen Marin La Tène ved Lac Neuchâtel (Neuenburgersee) i Schweiz, der har givet den navn.

## Genstande
- Mšecké Žehrovice-hovedet, et stenhovedet fra det moderne Tjekkiet
- En fuldstørrelses skulptur af en kriger, der stod over Glauberg-gravene
- Vognbegravelse fundet i La Gorge Meillet (St-Germain-en-Laye: Musée des Antiquités Nationales)
- Basse Yutz-flagoner fra 400-tallet
- Agrishjelmen, med guld, c. 350
- Waldalgesheim vognbegravelse, Bad Kreuznach, Tyskland, slutningen af 300-tallet f.v.t., Rheinisches Landesmuseum Bonn; "Waldalgesheimfasen" af stilen har sit navn fra de juveler, der blev fundet her.
- En guld og bronzemodel af et egetræ 300-tallet f.v.t. fundet ved Oppidum of Manching.
- Skulpturer fra Roquepertuse, en gravplads i Sydfrankrig
- Gundestrupkarret (fra 100- eller 200-tallet f.v.t.) fundet nær Gundestrup, Danmark, men sandsynligvis fremstillet nær Sortehavet, muligvis Thrakien Nationalmuseet, København
- Battersea-skjoldet (350–50 f.v.t.), fundet i London i Themsen. Fremstillet af bronze med rød emalje. (British Museum, London)
- Waterloo-hjelmen, 150-50 f.v.t., Themsen
- Witham-skjoldet 300-tallet f.v.t. (British Museum, London)[1]
- Torrs Pony-hjelm og horn fra Skotland
- Cordoba-skatten
- Turoesten i Galway og Killycluggin Stone i Cavan, Irland
- Snettisham torque, 100-75 f.v.t., guld, den fornemst dekorerede af denne britiske type torque
- Meyrick-hjelmen, hjelm med La Tène-dekoration i en form der ses efter den romerske erobring af Britannien
- Noricstål